# Laubenganghäuser Dulsberg

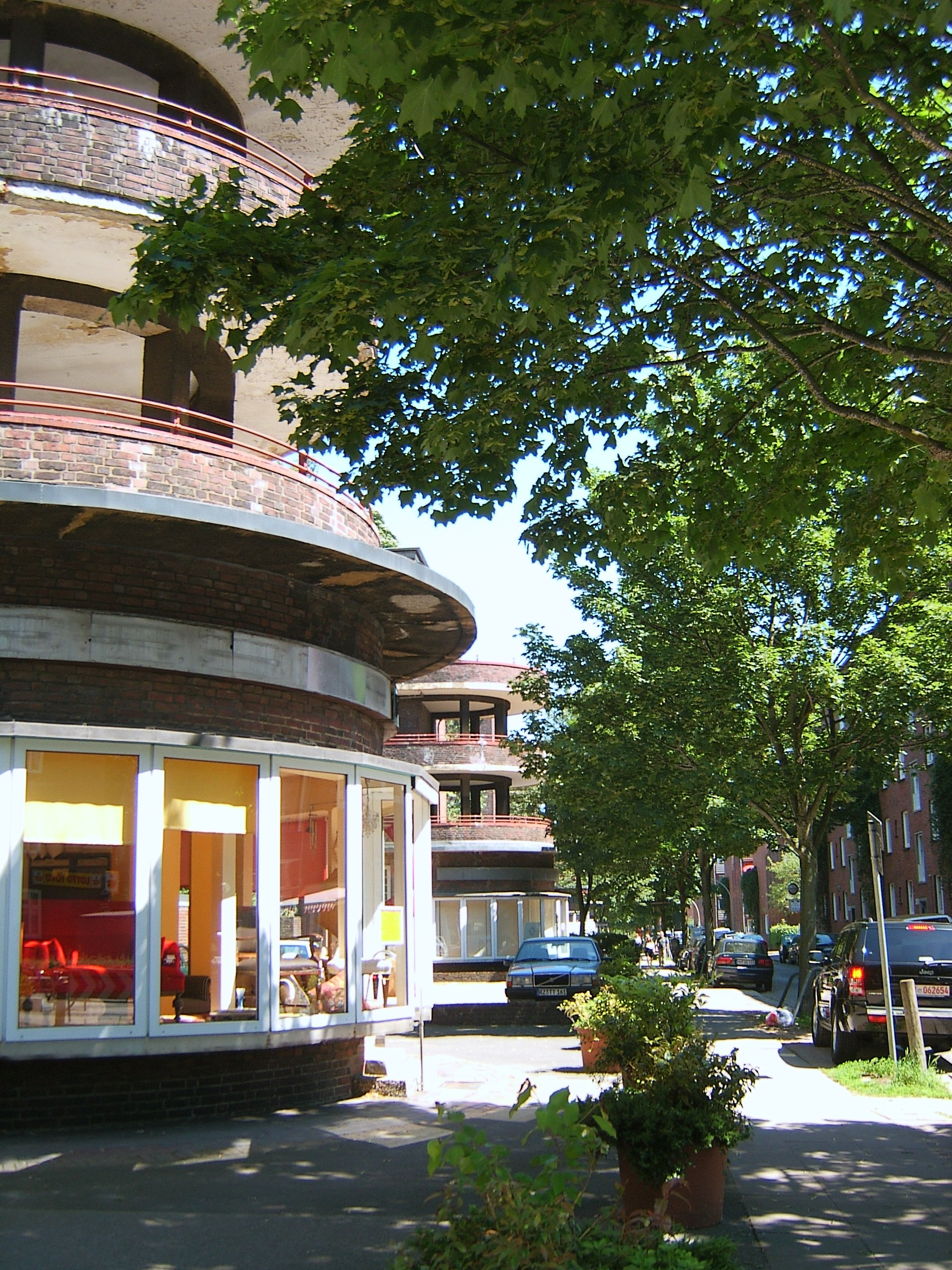
Die Fronten zur Oberschlesischen Straße

Die Laubenganghäuser Dulsberg sind ein denkmalgeschütztes Wohnhausensemble im Hamburger Stadtteil Dulsberg. Architekt war Paul August Reimund Frank.

## Lage und Struktur
Die Häuser stehen zwischen der Elsässer Straße im Westen und der Diedenhofer Straße im Osten. Das Areal wird nördlich von der Straße Dulsberg-Süd und südlich von der Oberschlesischen Straße begrenzt. Die Laubenganghäuser sind in Zeilen entlang der annähernd in Nord-Süd-Richtung führenden Straßen sowie am Nordkopf auch in West-Ost-Richtung errichtet. Die Schlettstadter und die Mühlhäuser Straße führen durch die West-Ost-Zeilen. Die Gebäude verfügen vorwiegend über vier Vollgeschosse mit Wohnungen, darüber sind Speicher angeordnet. In den Erdgeschossen waren besonders in den Kopfbereichen Flächen für gewerbliche Nutzung vorgesehen, die jedoch nur noch vereinzelt z. B. als Friseursalon genutzt werden.

## Planung und Bau
Die Gebäude wurden ab 1927 erstellt, in jedem Jahr ein Block und der abschließende Querblock an der Straße Dulsberg-Süd. Die Mülhäuser Straße sollte dabei die Achse der bis an die Nordschleswiger Straße reichenden symmetrischen Anlage bilden. Die Weltwirtschaftskrise führte jedoch zum Abbruch des Bauvorhabens.
1953–54 wurde die Anlage um einen Block ergänzt, finanziert durch den Verkauf des Grundstücks zwischen Diedenhofer- und Nordschleswiger Straße. Der Wohnungsgrundriss wurde jedoch geändert – die Wohnungen erhielten jetzt Duschbäder.

### Ausstattung
Die überwiegend ca. 40 m² großen Wohnungen hatten zwei Zimmer, eine große Wohnküche, Speisekammer und WC. Das Schlafzimmer erhielt keinen Heizkörper.
Fortschrittlich waren Müllschlucker auf jeder Etage, Gemeinschafts-Wannenbäder, Gemeinschafts-Waschküchen, Dachterrassen und Zentralheizung.
Seit den 1990er Jahren wurden die Häuser umfassend renoviert, einige Wohnungen wurden zu doppelt großen Wohnungen zusammengelegt, es wurden Duschbäder eingebaut. Durch die gesetzliche Begrenzung von Mieterhöhungen war die Vermietung unwirtschaftlich geworden.
Gemeinschafts-Wannenbäder und Gemeinschafts-Waschküchen wurden bereits in den 1960er Jahren wegen geringer Nutzung abgeschafft. Im gleichen Zeitraum wurden auch die Müllschlucker verschlossen, da sich die Ascheimer im Keller befanden und von zusätzlichem Hauswartpersonal für die Stadtreinigung zur Leerung bereitgestellt werden mussten. Die Dachterrassen wurden nach dem Zweiten Weltkrieg nicht wieder zugänglich gemacht. Die Plastiken in den Innenhöfen stammen vom Bildhauer Ludolf Albrecht

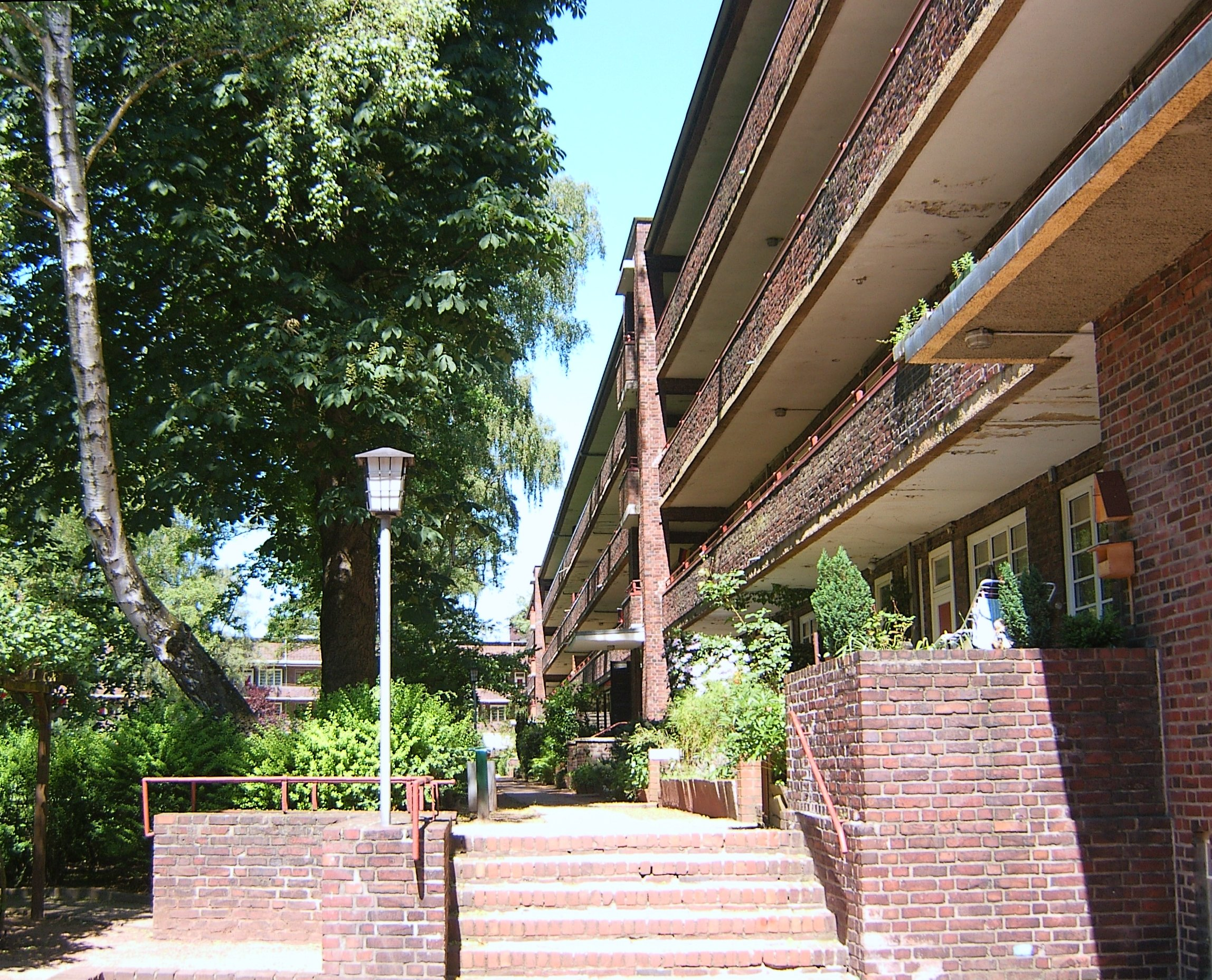
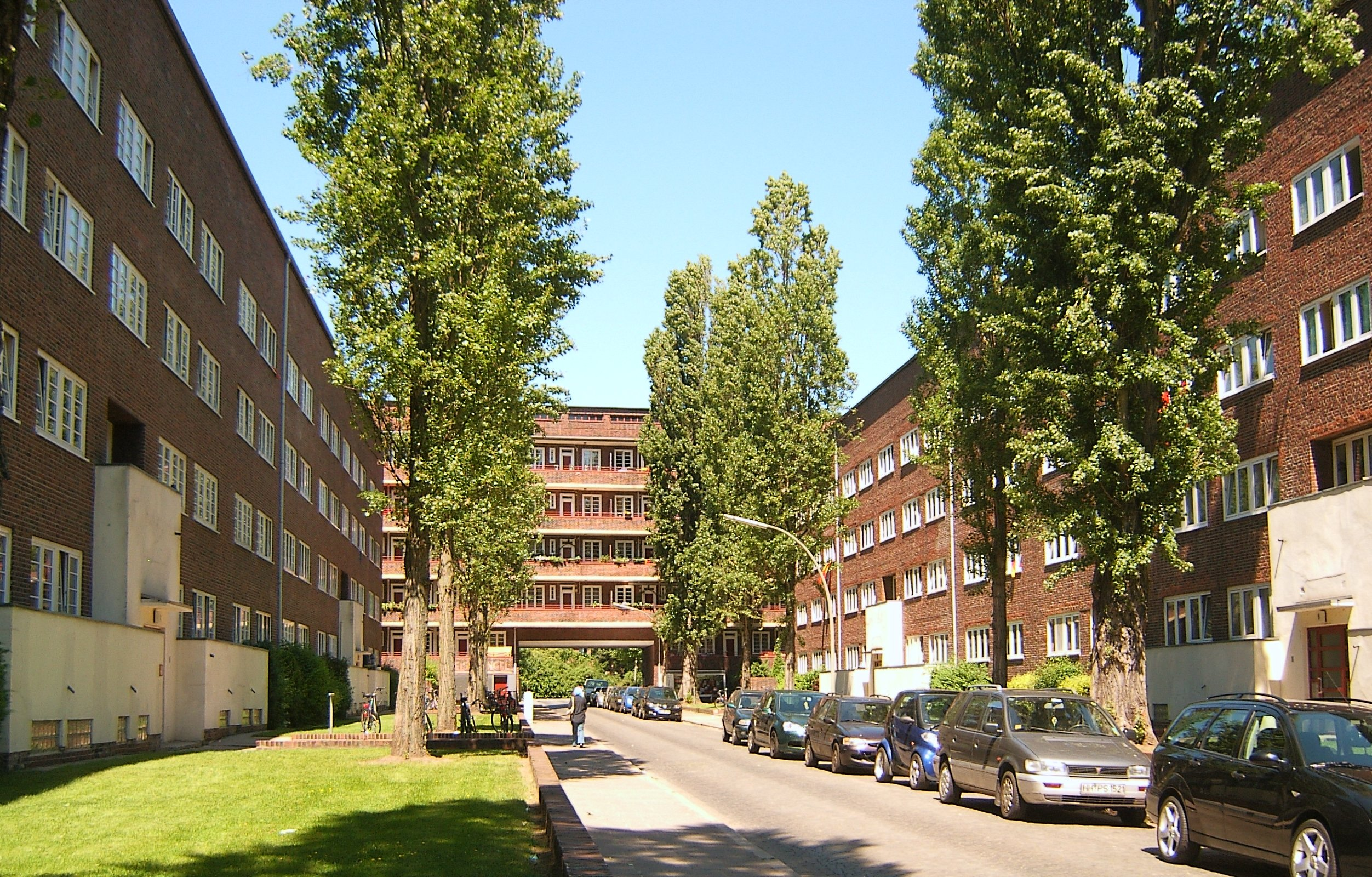
„Mittelachse“ Mülhäuser Straße
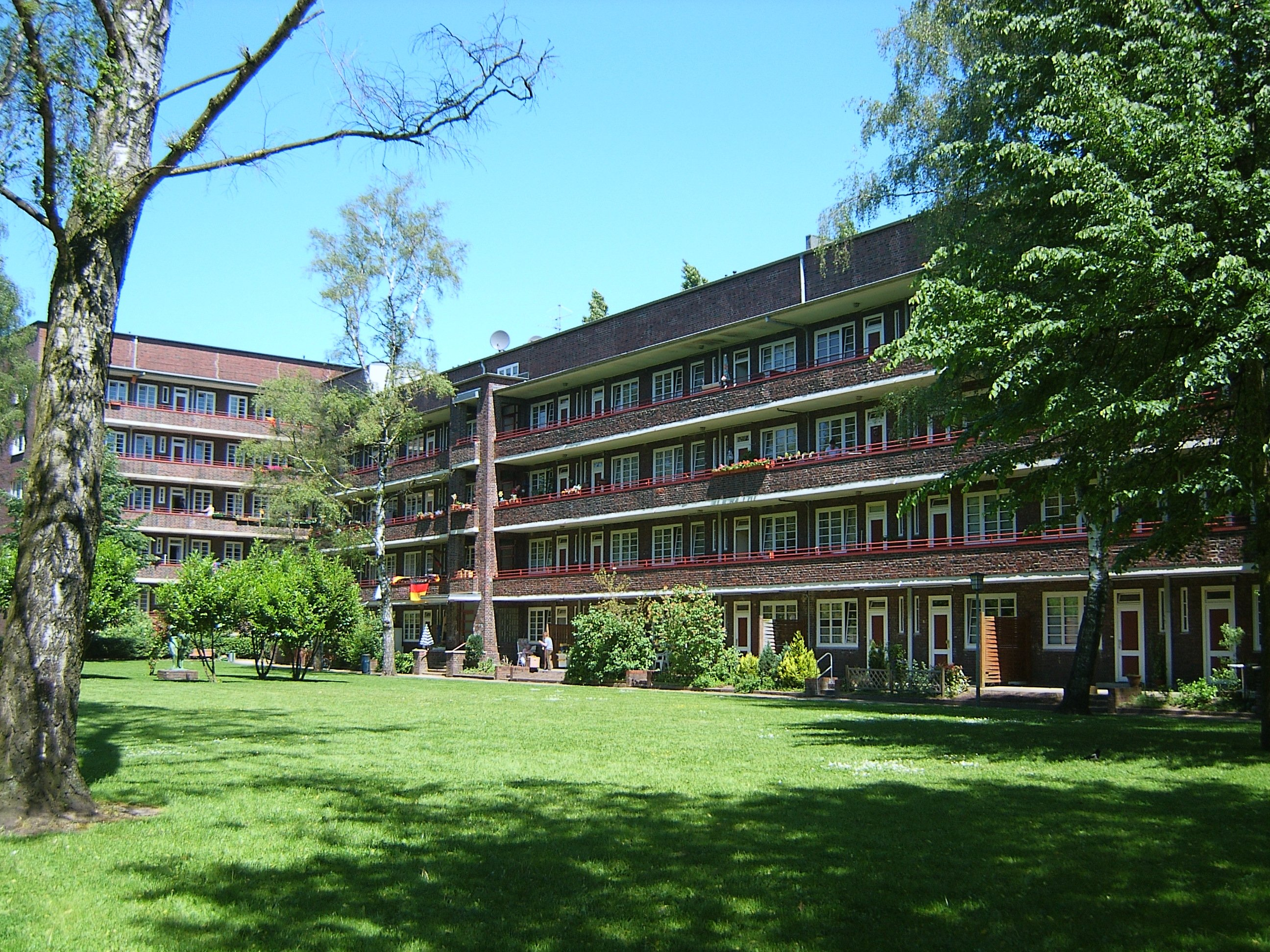
Innenhof
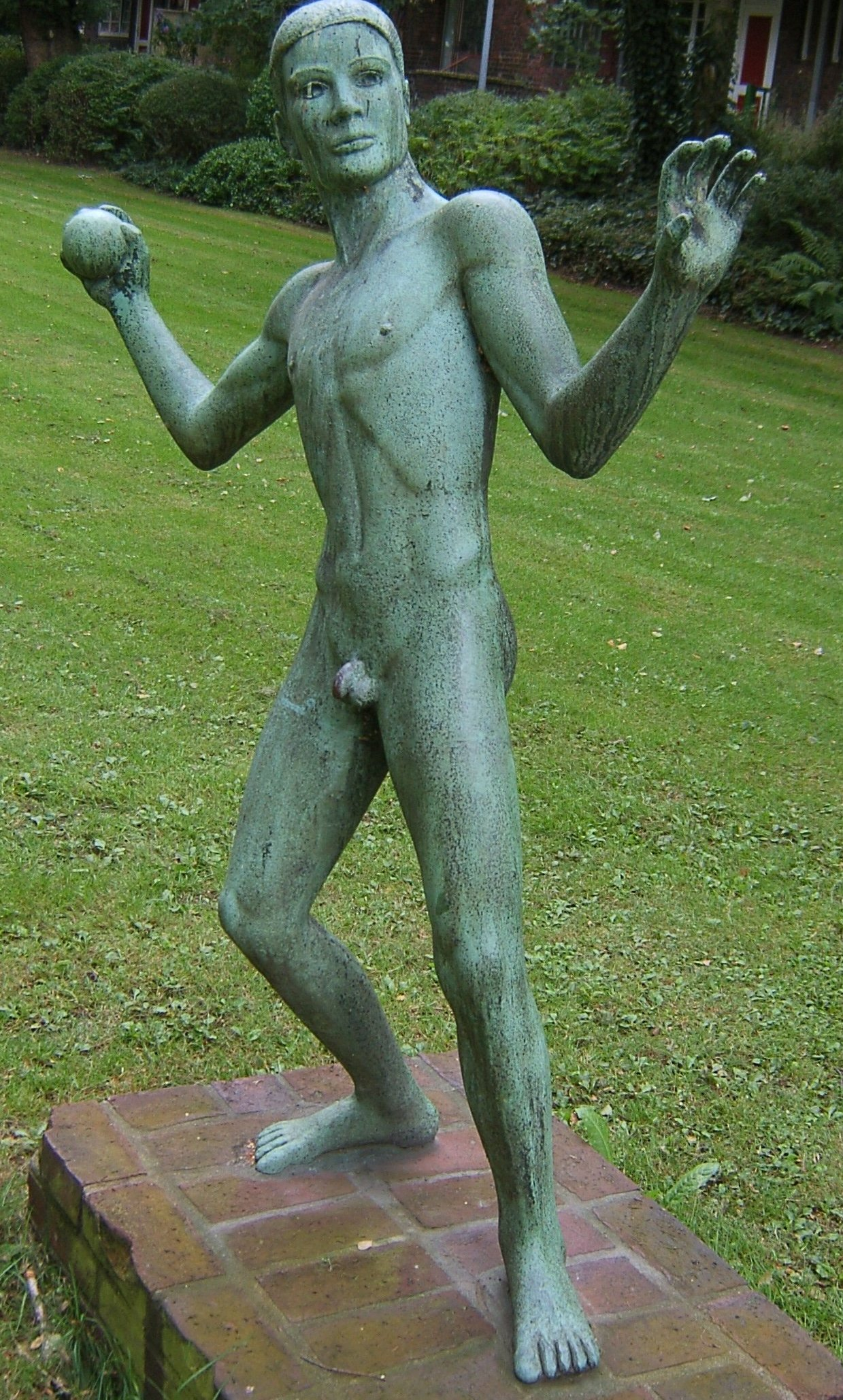
Plastik von Ludolf Albrecht